# Divize D 1981/1982
V soubojích 17. ročníku Moravskoslezské divize D 1981/82 (jedna ze skupin 4. fotbalové ligy) se utkalo 14 týmů každý s každým dvoukolovým systémem podzim–jaro. Tento ročník začal v srpnu 1981 a skončil v červnu 1982.
Od tohoto ročníku byla Divize D opět zúžena na 14 účastníků (1965/66 – 1968/69 měla 14 účastníků, 1969/70 – 1980/81 měla a od 1984/85 až dosud má 16 účastníků). Divize D se definitivně stala jednou ze skupin 4. nejvyšší soutěže (1965/66 – 1968/69 a 1977/78 – 1980/81 byla jednou ze skupin 3. nejvyšší soutěže).

## Nové týmy v sezoně 1981/82
- Z Jihomoravského krajského přeboru 1980/81 postoupilo do Divize D vítězné mužstvo TJ JZD Slušovice a TJ Jiskra Kyjov (2. místo).[1]
- Ze Severomoravského krajského přeboru 1980/81 postoupilo vítězné mužstvo TJ Nový Jičín a TJ Sigma Hranice (2. místo).[2][3]

## Konečná tabulka
Zdroj: 
| Poř. | Tým                                 | Z  | V  | R  | P  | VG | OG | B  |
| ---- | ----------------------------------- | -- | -- | -- | -- | -- | -- | -- |
| 1.   | TJ Jiskra Staré Město               | 26 | 17 | 4  | 5  | 43 | 25 | 38 |
| 2.   | TJ Slovácká Slavia Uherské Hradiště | 26 | 14 | 6  | 6  | 38 | 26 | 34 |
| 3.   | TJ Jiskra Kyjov (N)                 | 26 | 12 | 4  | 10 | 36 | 28 | 28 |
| 4.   | TJ US Uničov                        | 26 | 10 | 7  | 9  | 27 | 29 | 27 |
| 5.   | TJ Baník Horní Suchá                | 26 | 8  | 10 | 8  | 31 | 27 | 26 |
| 6.   | TJ JZD Slušovice (N)                | 26 | 9  | 8  | 9  | 41 | 43 | 26 |
| 7.   | TJ Baník 1. máj Karviná             | 26 | 11 | 4  | 11 | 42 | 53 | 26 |
| 8.   | TJ Sigma Hranice (N)                | 26 | 8  | 9  | 9  | 33 | 32 | 25 |
| 9.   | TJ TŽ Třinec „B“                    | 26 | 10 | 4  | 12 | 34 | 36 | 24 |
| 10.  | TJ MS Karolinka                     | 26 | 8  | 7  | 11 | 32 | 44 | 23 |
| 11.  | TJ NHKG Ostrava                     | 26 | 8  | 6  | 12 | 41 | 34 | 22 |
| 12.  | TJ Nový Jičín (N)                   | 26 | 6  | 10 | 10 | 31 | 38 | 22 |
| 13.  | TJ Slavia Kroměříž                  | 26 | 7  | 8  | 11 | 28 | 35 | 22 |
| 14.  | TJ Tatran PKZ Poštorná              | 26 | 8  | 5  | 13 | 34 | 41 | 21 |

Poznámky:
- Z = Odehrané zápasy; V = Vítězství; R = Remízy; P = Prohry; VG = Vstřelené góly; OG = Obdržené góly; B = Body; (S) = Mužstvo sestoupivší z vyšší soutěže; (N) = Mužstvo postoupivší z nižší soutěže (nováček)

|  | Postup do III. ligy – sk. B 1982/83                |
|  | Sestup do Jihomoravského krajského přeboru 1982/83 |